# Limnius surcoufi
Limnius surcoufi is een keversoort uit de familie beekkevers (Elmidae). De wetenschappelijke naam van de soort werd in 1905 gepubliceerd door Maurice Pic.